# Lina Richarte i Corretgé
Carolina Richarte i Corretgé, coneguda artísticament com a Lina Richarte, (Barcelona, 1921 - Sitges, Garraf, 7 d'agost de 2002) fou una soprano catalana.
Estudià música en primera instància amb la pianista Cantieri, ingressant més tard a l'Escola Municipal de Música de Barcelona. A l'Escola Municipal va ser alumna de tècnica vocal de Cecília Pagès i d'estil del director d'orquestra italià Napoleone Annovazzi.
Va cantar també a Madrid, amb la Companyia d'Òpera Italiana, en 1955 l'òpera Carmen de Bizet, en 1956 el paper de Nedda de l'òpera Pagliacci de Ruggero Leoncavallo en el Teatre Calderón i en 1961 va cantar el paper de Mimì de l’òpera La Bohème de Puccini al Teatro Monumental Cinema juntament amb Bernabé Martí, Josep Simorra i Lolita Torrentó, sota la direcció del mestre Enrique Belenguer Estela.
També va enregistrar el 1961 una cèlebre versió de Cançó d'amor i de guerra, de Rafael Martínez Valls, acompanyada del tenor mataroní Amadeu Casanoves i Rovira i del gran baríton barceloní Manuel Ausensi, sota la direcció de Ricard Lamote de Grignon, amb la participació de la Coral Sant Jordi (segell Regal LP - Blue Moon CD).